# Robert Valberg
Robert Valberg (Viena, 28 de abril de 1884 – Viena, 15 de outubro de 1955) foi um ator de teatro e cinema austríaco.

## Filmografia selecionada
- 1914: Iwan Koschula
- 1914: Lache, Bajazzo
- 1914: Ein Wiedersehen in Feindesland
- 1939: Ich bin Sebastian Ott
- 1939: Marguerite: 3
- 1940: Sieben Jahre Pech
- 1951: Maria Theresia
- 1953: Hab' ich nur Deine Liebe
- 1919: Der Kampf der Gewalten
- 1911: Die Verräterin
- 1928: Der Musikant von Lichtental